# De Liberalen (Bunnik)
De Liberalen is een voormalige lokale politieke partij in de Nederlandse gemeente Bunnik. Het was een samenwerkingsverband tussen de VVD, D66 en onafhankelijke liberalen. De partij was van 2010 tot 2022 in de gemeenteraad vertegenwoordigd.
In 2021 besloten de leden van VVD Bunnik de samenwerking stop te zetten. In 2022 deden de VVD en D66 daarom weer zelfstandig mee aan de verkiezingen.

## Verkiezingsuitslagen
De partij heeft bij verschillende verkiezingen de volgende resultaten behaald:
| Jaar | Stemmen | %     | Zetels |
| ---- | ------- | ----- | ------ |
| 2010 | 1835    | 26,2% | 4 / 15 |
| 2014 | 2289    | 32,4% | 5 / 15 |
| 2018 | 1987    | 25,7% | 4 / 17 |